# Александровка (Каракульське сільське поселення)
Александровка (рос. Александровка) — присілок у Октябрському районі Челябінської області Російської Федерації.
Входить до складу муніципального утворення Каракульське сільське поселення. Населення становить 285 осіб (2010). Населений пункт розташований на землях українського культурного та етнічного краю Сірий Клин.

## Історія
Від 4 листопада 1926 року належить до Октябрського району Челябінської області.
Згідно із законом від 15 вересня 2004 року органом місцевого самоврядування є Каракульське сільське поселення.

## Населення
| 2002 | 2010 |
| ---- | ---- |
| 339  | ↘285 |